# スパイダーマン (1967年のテレビアニメ)
スパイダーマン（Spider-Man: 1967 TV series）は、1967年（昭和42年）9月9日から1970年（昭和45年）6月14日までアメリカ合衆国のABCネットワークで放送されたマーベル・コミックのテレビアニメシリーズ。

## 概要
本作はカナダとの共同制作によって、1967年（昭和42年）9月9日から1970年（昭和45年）6月14日までアメリカ合衆国のABCで全3シーズン全52話が放送された。この番組では1963年（昭和38年）の漫画（コミカルタッチ）を元に作られている。後に何度もシリーズ作品が作られているため、ここでは旧アニメシリーズとして扱う。現在の配給はウォルト・ディズニー・テレビジョンが行っており、ライセンスはディズニー・エンタプライズが所有している。1994年にはTAS版が製作された（日本では2004年7月にカートゥーンネットワークで放送）。ただし、本作の著作権であるマーベルが2010年代まで本作と東映版を配信していた。
このシリーズは、インターネットミームとしても流行っており、オープニングで「Spider-Man」という踊るタイトルロゴが流れながら「スパイダーマン、スパイダーマン・・・」という印象的な主題歌は全世界の大人や子供まで広く知られている。

## ストーリー
ピーター・パーカーは、エンパイア・ステート大学に通う大学生。デイリー・ビューグル社でカメラマンのアルバイトをしている。ピーターは科学実験室にいた放射線のクモに噛まれ、クモのパワーを持つようになる。J・ジョナ・ジェイムソンからスパイダーマンの証拠となる現場写真を撮ってほしいと頼まれ、ピーターはスパイダーマンに変身して悪いやつらを倒しながら街の安全を守る。

## 日本での展開
日本では以下の2種類の日本語吹き替え版が放送された。

### 初代吹き替え版

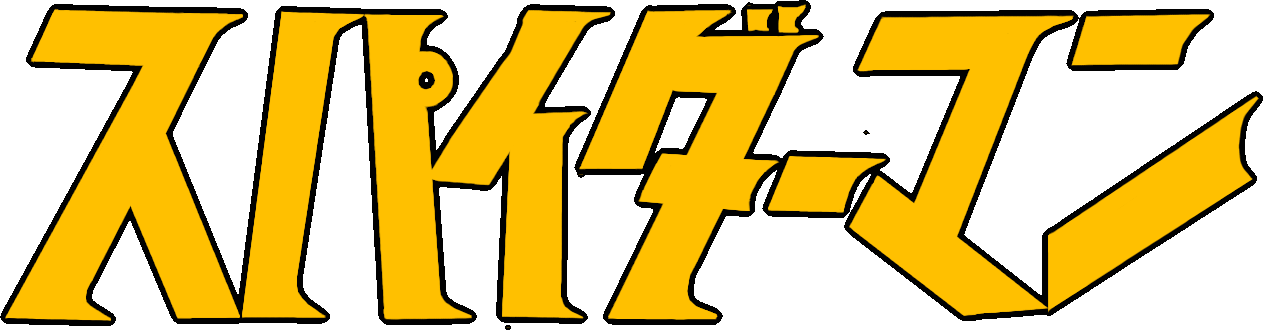
初代吹き替え版の日本語版ロゴ、「宇宙の図書館を追え！」の台本より。

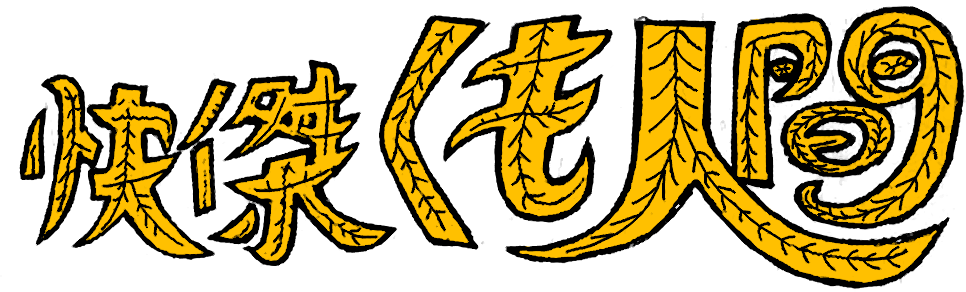
初代吹き替え版の日本語版ロゴ、「スパイダーマン誕生（仮題：快傑くも人間）」の台本より。

この吹き替え版は東京12チャンネル⇒テレビ東京（現在）で1974年7月23日より放送開始（ただし新番組マーク無し）、同年8月30日を以って一旦終わるが、同年10月10日に再放送された後、同年11月30日から続きを放送。1975年3月29日を以って放送は終わる。
1974年7月23日から8月30日までの放送時点では『スパイダーマン』（同年10月10日もこのタイトル）で、1974年11月30日以降は『まんがスパイダーマン』としてラテ欄に掲載されていた。
ザッツTVグラフィティにも1974年から東京12チャンネルで放送されたと掲載されている。
1976年7月6日から8月31日までは北海道テレビ放送で月曜～金曜 17時00分 - 17時30分の時間に「スパイダーマン誕生」から放送。再放送回の最終話は「命令光線」で終了。
放送話数はアメリカ版と異なり、先にラルフ・バクシ製作版から放送していた。ピーターの担当声優は富山敬、脚本・演出は滝沢ふじおが担当。日本語版制作・配給はトランスグローバル。30分版には来週予告が存在した。

### 2代目吹き替え版
日本ではローカル局で1980年代から1990年代まで放送され(放送局を参照)、テレビ東京では『アニメランド』で1986年6月30日から11月20日まで15分番組として再放送された。日本語のみの一カ国語放送。ただし、BGMと効果音が差し替えられている。
この吹き替え版からオリジナル版主題歌を起用するようになった。ピーターの声は田中秀幸、ベティは横尾まり。
使用されたBGMには、後の時代からアメリカで有名な海外アニメなどで使われているサム・スペンスの楽曲（Pell Mell、The Lineman）、他の映画の楽曲（例えば西部悪人伝や、続シンジケートなど）も使われていることがある。なお、シーズン2の第2話から英語版で使われているKPMのBGMは使われなかった。また、本編中にスパイダーマンのテーマが流れなかったことがある。

## 本作による製作事情
中途半端な台本や適当な演技、そして極端な低予算で知られる。低予算であったため、予算を倹約するためスパイダーマンのコスチュームの蜘蛛の巣柄は顔、腕とブーツだけになり、残りは無地になっていたが、胸と背中のクモは残された。また、前の放送分で使った一枚の絵を別の回で使い回すのを多用しており、ニューヨーク市上空を飛ぶシーン、ピーターが白いシャツを脱ぎ捨て下に着ていたスパイダースーツに着替えるところ、マスクを着用して変身するところなどは、すべて使い回しだった。登場人物の動きも最小限とされた。第1期は初回放送予定の日にちの3か月前の時点で完成しておらず、たとえば、"Farewell Performance"という回は1967年（昭和42年）8月の時点ではまだ収録中で、 アメリカ合衆国のリンドン・ジョンソン大統領（当時）の59歳の誕生日を新聞が報じている場面までしかできてなかった。シーズン1の制作元であるグラントレー＝ロレンス社が倒産した後、シーズン2以降はラルフ・バクシ監督のもとクランツ社で制作されたが、予算はさらに劇的に減らされ、シーズン3に入るも予算の削減が激しくなり、このうち2話分（シーズン2 第8話『Phantom from the Depths of Time』とシーズン3 第10話『Revolt in the 
Fifth Dimension』）は『ロケット・ロビンフッド』2話分（『From Menace to Menace』『Dementia Five』）の動画をまるまる再利用し、登場人物のロビンフッドをスパイダーマンに差し替えただけで制作された。また、放映済みの分を最小限の変更だけ加えて再利用することも行われた。
この時期の幾つかのエピソードには、有名なSF/ファンタジー作家のリン・カーターが脚本を担当。
スパイダーマンのコスチュームには基本的な部分が抜けていた。コスチュームのクモの足が8本ではなく6本になっており、これをシーズン1を通してそのまま放送されてしまった。シーズン2では8本足のクモが描かれていたが、シーズン1の映像が再利用されている。
シーズン2とシーズン3のエピソードでは、原色調、色の濃さ、サイケデリックな映像、雰囲気のある音楽で構成されていた。バクシ氏は平凡な高校生のピーターの日常を描くが、「Criminals in the Clouds」ではフットボール・チームに参加させず、「Diamond Dust」では野球チームのスター投手に選ばれることもあった。いろんな女性とデートしているピーターだが、自分がヒーローであることを隠したり（Home）、スパイダーマンになって街を救っており（Swing City）、彼を待っている女性たちはカンカンになっていた。ピーターが長い間つきあっていたデート相手は「Criminals in the Clouds」に登場したスーザン・ショーで、エピソードごとに姿が異なるがシーズン3まで登場し続けた。
バクシ氏は、ピーターがスパイダーマンになるまでの経緯を描いた「スパイダーマンの誕生」を提供。この回では1968年7月に出版された「The Spectacular Spider-Man」第1号の「in the Beginning」を基に製作されている。放送される数ヶ月前、この本のエピソードにあるスタン・リーのセリフの一部をこの回に採用している。
このアニメが1967年9月9日に土曜 10時00分 - 10時30分に初めてABCのサタデー・モーニング・カートゥーンで放送された際、台本が中途半端であっても子供向けでありながら大人でも十分に楽しめる内容だった。同時期には、その前の時間帯である土曜 9時30分 - 10時00分に放送されていた「ファンタスティック・フォー（日本での邦題では『宇宙忍者ゴームズ』）」があったが、ファンタスティック・フォーの視聴率が低迷し、本作が大ヒットとなり、スパイダーマンのコミックは次第に売れ続いた。スタンはこの時、自身が担当しているテレビアニメ「ファンタスティック・フォー」と「スパイダーマン」を宣伝しようと1967年に発売されたコミック本「The Amazing Spider-Man #50」で発表した。

### キャスティング
日本を含む一部の国（主にイタリア版、スペイン版、ブラジル版、フランス版など）では様々な声優が、兼役声優が担当している役をそれぞれ担当していることがある。ピーター・パーカーとスパイダーマンの声は、英語オリジナル版では使い分けているような印象が見受けられるが、日本（ローカル局版を除く）を含む海外の吹き替え版ではピーター・パーカーと共通して自然さのある高トーンで吹き替えている。また、他の国によってはボイスオーバー版も存在している。スペイン版、ブラジル版、フランス版では主題歌も吹き替えられたことがあり、このうちスペイン版はオリジナルソングであった。

### テーマソング
本作のテーマソング『スパイダーマンのテーマ』は映画でも使われ、カバーもされた人気曲である。歌詞はアカデミー賞受賞者ポール・フランシス・ウェブスターによるもので、作曲はボブ・ハリスである。オリジナル版はトロントのRCAスタジオ（動画の制作と同じ場所）でカナダ放送協会所属の歌手12人（ビリー・ヴァンとローリー・ボウワー・シンガーズ）を使って収録された。音楽はニューヨークのRCAスタジオで別撮りのものを合成した。歌手には収録分だけが支払われ、それ以降の再放送出演料は支払われていなかった。
なおこの主題歌は、日本のテレビ番組でユニバーサル・スタジオ・ジャパンのアトラクション特集やUSJ商品の紹介（おはよう朝日です、水野真紀の魔法のレストランなど）やスパイダーマンのパロディのような動物番組（ダーウィンが来た!など）などで使われていることがある。ただし、一部の番組によってはエアロスミスのカバー曲を使うことがある。2007年春、テレビ朝日が日曜洋画劇場でサム・ライミ監督の映画「スパイダーマンTM」を2007年5月6日に放送するときに本作のテーマソングをCMの音楽として採用されたことがあり、放送されるまでの期間までに流れたことがある。
2025年1月、このアニメの主題歌が「スパイダーマン:フレンドリー・ネイバーフッド」でリミックスされている。

### サウンドトラック
シーズン1ではレイ・エリス作曲による「オリジナル・サウンドトラック」が使用されたが、シーズン2以降ではKPM（NFL等）、Capitol、Conroy、Josef Weinbergerといった音楽ライブラリを使用している。また、『マーベル・スーパーヒーローズ（邦題：まんがスーパー大集合）』のBGMも一部流用している。

## スパイダーバース

### コミック
2014年から2015年にかけて発表されたコミック『スパイダーバース』で、『アルティメット・スパイダーマン』のピーターとマイルスがアース67の世界で本作のスパイダーマンに会うシーンがある、そこではエレクトロ、グリーン・ゴブリン、バルチャー、ドクター・ノア・バディーとの戦いが見られた。この場面には、本作のエピソード『To Catch a Spider』が再現されていた。なお、本作の舞台であるアース-6799は旧世界と設定されている。

### 映画
スパイダーマン:ノー・ウェイ・ホームでは、本作のエピソードをパロディに製作された場面が2つ存在する。1つ目はネッド・リーズがピーター・パーカーに話しかける場面、2つ目は3人のピーター・パーカーが混乱してどっちがスパイダーマンか見極めるという場面だった。前者は製作チームがどんなミームにしようかと考えているときにアンドリュー・ガーフィールドの名案で完成したもので、後者は映画の撮影中で自然に成功したものだった。

### アニメ映画
2018年公開の映画『スパイダーマン:スパイダーバース』に本作の偽スパイダーマンが登場し、こちらは本作のエピソード『Double Identity』の本物のスパイダーマンが倉庫の前にいる詐欺師を止めにやってくる前の場面を流用している。アース67の声はヨーマ・タコンヌが担当。また、この作品はミームとして有名だった。日本語吹き替え版は稲田徹（ノンクレジット）。2023年公開の映画スパイダーマン:アクロス・ザ・スパイダーバースでも再びこのパロディが流れており、ミゲルから「スパイダーマンを捕まえろ！」と命令されると、全種のスパイダーマンたちは「君か？」と混乱してしまう。スパイダー・ソサエティと一緒にマイルズ・モラレスを追っているとき、彼はパンチをした直後に筋肉をつってしまう。

## ネットミーム
ネットの時代により、この作品のネットミームは数多く知られている。本作を見ていたファンだけでなく（来週予告で興味を持った「ミステリー好き」の人たちも含む）、コミックや他のシリーズで知っている人物でも知られており、英語で書かれているものは、本編の台詞にはないこともある。
この「Walloping Web Snappers!（"ウォロピング・ウェブ・スナッパーズ"と発音する）」というセリフは海外では有名なほどで、スパイダーマン/ピーター・パーカー役のポール・ソールズが自身のホームページのフラッシュでそのセリフを引用していた。現在は運営しておらず、削除されている。
このセリフは敵の目撃やまずい物を発見した時の反応であり、日本語ですべて訳すと「クモの巣もびっくり！」となって意味不明になってしまうため、日本ではテレビ放送およびコミックの邦訳でもシンプルな表現で翻訳されている。一部の回によっては接続された単語が使われていないことがあり（特に「The Peril of Parafino」や「Here Comes Troubble」）、日本語版ではそれにあった言葉を選んで脚本に入れている。

## 登場人物

### デイリー・ビューグル社
スパイダーマン/ピーターパーカー（Spider-Man / Peter Parker）
声 - ポール・ソールズ / 富山敬 / 田中秀幸
フリーカメラマンの青年。既にミッドタウン高校を卒業しており、ニューヨーク州立大学エンパイヤ・ステート校に通っている。スパイダーマンに着替える前、場合によっては手腕に付けているクモ糸発射装置「ウェブ・シューター」を調整チェックをすることがある。スパイダーセンスについては音は鳴らず、視聴者では分からないような自分で感じるものだった。自身が作ったスパイダートレーサーという小型機には2本の電波線があり、クモ型の発信機で悪いやつらの肩や盗む物などに取り付けることで、犯人のアジトに潜り込むことができる。スパイダーマンのお腹辺りに黄色いベルトがしてあり、そこに懐中電灯がある。それをつけることで、街を照らして誰がいるのかが分かる。他にも役に立つような道具を発明している（例：お腹が冷えないようにする腹巻みたいな道具（第1話Aパート）、自作用ヘルメット、自作用磁石（バルチャーの頭に使い、ハゲタカたちを怒らせるようにしたことがある。）、匂い探知機（第17話Aパート）など）。また、ピンチになったときはビルの谷間にトランポリンを作ったり、ビルから落っこちたり突き落とされたりしたときにパラシュートを作ることがある。クモの糸ではロープやクモの巣を作れるだけでなく、ナイフ、手裏剣風のノコギリ、グライダー、ボート用のテントもしくはプロペラ、バット、大きな笠、そして自分を守るための盾を作ることがある。
J・ジョナ・ジェイムソン（J. Jonah Jameson）
声：ポール・クリグマン / 不明 / 北村弘一
ピーターの上司であり、デイリー・ビューグル社の社長、通称JJJ。
ベティ・ブラント（Betty Brant）
声 - ペグ・ディクソン / 不明 / 横尾まり
デイリービューグルの女性秘書だが、スパイダーマンのこともピーターのことも信頼しており、（彼女にとっても）良い上司とは言えないジェームソン社長といつも対立している。
チャーリー（Charlie）
声 - ?
シーズン1に数回だけ登場したデイリー・ビューグルのカメラマン。
ハモンド（Hammond）
声 - ?
シーズン2のモグラ族の最初のエピソードに登場した金髪の男性記者、

### ニューヨーク市警察
オマリー（O'Mally）
声：バーナード・コワン
ニューヨーク市警察に勤務している警備員
オブライエン（O'Blien）
声：バーナード・コワン
ニューヨーク市警察に勤務している巡査
ネッド・ステイシー（Ned Stacy）
声：レン・カールソン
コミックではジョージ・ステイシー
ニューヨーク市警察に勤務している警部、シーズン2の最終話に登場。

### ピーター・パーカーの家族
メイ・パーカー（May Parker）
声：ペグ・ディクソン
ピーターのおばあさん。通称では、メイおばさん。いつもピーターの面倒をみている。
ベン・パーカー（Ben Parker）
声：トム・ハーヴェイ
ピーターの叔父であり、メイの夫でもある。通称では、ベンおじさん。
甥であるピーターに心優しくしており、ピーターにとっては両親みたいな存在だったが、映画スタジオから逃げてきた銀行強盗に殺されてしまう。

### コナーズ博士の家族
グレース・コナーズ（Grace Conners）
声：ペグ・ディクソン
コナーズ博士の妻。スパイダーマンからはコナーズ夫人と呼ばれている。
ビリー・コナーズ（Billy Conners）
声：ビリー・メイ・リチャーズ
コナーズ博士とグレースの息子

### ピーターの関係者
リザード / カーチス・コナーズ博士（Dr. Curtis Conners）
声：ギリー・フェンウィック
科学を専門としている教授。爬虫類のDNAを注射した時にトカゲになり、グレースとビリーを離れてエバーグレーズ国立公園で観光客として来ていた2人組の男を襲撃後、息子のビリーを誘拐しようとしていた。そして、スパイダーマンに自身が作った解毒薬を飲まされ、もとのコナーズ教授に戻った。
スマーティア博士（Dr. Smartyr）
声：ギリー・フェンウィック
ピーターの知り合いの教授。ナリファイアというミサイルを発明し、ドクター・オクトパスに世界征服を目的として盗まれたこともあったが無事に取り返しており、その結果によりデイリー・ビューグル社の新聞に掲載された。
メリー・ジェーン・ワトソン（Mary Jane Watson）
声：ペグ・ディクソン
ネッド・ステイシーの姪で、ピーターのガールフレンド。キングピンが主催するクラブに働いているが、そのクラブにマフィアが絡んでいることは知らず、洗脳カメラでステイシー警部を混乱させる。

### キャッスル・シアター
ブラックウェル（Blackwell）
声：?
キャッスル・シアターで活躍している大物マジシャン。
エミリー・ソーンダイク（Emily Thondike）
声：?
キャッスル・シアターの舞台女優。モデルは女優のエセル・バリモア
ジェームス・ブース（James Boothe）
声：?
キャッスル・シアターの舞台俳優。モデルは同名の俳優。

### ヴィラン
ドクター・オクトパス（Doctor Octpus）
声：バーン・チャップマン→トム・ハーヴェイ
スパイダーマンのヴィランの1人、科学者であるもののスパイダーマンのことを昆虫の一種と勘違いしてしまう。
ミステリオ（Mysterio）
声：クリス・ウィギンス-
この作品ではジョーとして登場、容姿はスタートレックの登場人物に似ている。
エレクトロ（Electro）
声：トム・ハーヴェイ
ヴァルチャー（Vulture）
声：ポール・ソール→ギリー・フェンウィック
グリーン・ゴブリン（Green Goblin）
声：カール・バナス
ライノ（Rhino）
声：ポール・ソールズ、
サンドマン（Sandman）
声：トム・ハーヴェイ
スコーピオン（Scorpion）
声：カール・バナス
キングピン（Kingpin）
声：ポール・ソールズ
マグニートー（Magneto）
声：バーナード・コワン
ヘンリー・スマイス（Henry Smith）
声：ヘンリー・レイマー
コミックとそれ以降のシリーズではスペンサー・スマイス。クマ型のスパイダースレイヤーを発明した張本人で、最初は否定していたジェイムソンも喜ぶようにはなったが、スパイダーマンを見事に捕まえたと思いきや、綿がつまった状態で逃げられてしまい、壊れたスパイダー・スレイヤーはスマイス自身が回収した。

#### プロッター
コミック版とそれ以降のシリーズではエンフォーサーズ
ボス（Protter's Boss）
声：ギリー・フェンウィック
プロッターのリーダー、名前は語られなかった。
カウボーイ（Cowboy）
声：バーナード・コワン
プロッターの手下、ロープを使う極悪人。
オックス（Ox）
声：ポール・ソールズ
プロッターの手下、いつも腹ぺこな極悪人。

#### オリジナル・ヴィラン
ノア・バディー（Noah Boddy）
声：ヘンリー・ラマー
透明人間のように透明になれる装置を発明した極悪人。
ファントム（Phantom）
声：マックス・ファーガソン
5番街の何処かに隠れている謎の極悪人。
ミス・トラブル（Miss Trouble）
声：ペグ・ディクソン
本屋のオーナーで、パンドラの箱を持つ極悪人。
ドクター・ヴォン・シュリック（Dr. Von Schlick）
声：バーナード・コワン
スタン・パターソン（Human Fly / Stan Patterson）
声：アルフィー・スコップ
1人目のハエ男、リーとは仲の良き悪い弟。
リー・パターソン（Human Fly / Lee Patterson）
声：ポール・キングマン
2人目のハエ男、スタンとは仲の良き悪い兄。
ファンタスティック・ファキール（Fantastic Fakir）
声：ポール・ソール（英）
アラビア人。魔法のフルートで動物などを動かしたりできる。
パラフィーノ（Parafino）
声：レン・カールソン
『パラフィーノの蝋人形館（Parafino's Wax Museum）』を経営している極悪人。
ハーレイ・クリブドン（Harley Clivedon）
声：クリス・ウィギンス
オーストラリア人のハンター。
チャールズ・カメオ（Charles Cameo）
声：クロード・レイ→カール・バナス
元々は俳優だったが、あまり評判にならないので犯罪の世界へと飛び込んだ。
コテップ（Kotep）
声：カール・バナス
ファラオの地から誕生した魔術師。
コガ（Koga）
声：ギリー・フェンウィック
魔法でニューヨークを乗っ取ろうとした中国人のヴィラン。
クライブ（Clive）
声：トム・ハーヴェイ
元映画プロデューサー。スピリットスコープという武器でブロットという黒い生き物を作って蘇らせた。
デスペラード（Desperado）
声：バーナード・コワン
カウボーイの青年。ニューヨーク市内で強盗を何度か連続して罪を犯した。
キャロル（Carol）
声：ペグ・ディクソン
ニューヨーク州に住んでいたエイリアン、本名は不明。キャロルの両親は、キャロルの父だけ登場している。どちらもウェブシューターが使える能力がある。
インフィナータ（Infinata）
声 - クリス・ウィギンス
「宇宙の図書館を追え」に登場する赤い骨のような怪物。
ヴェスパシアン（Vespasian）
声 - ?
透明の薬を発明した科学者、ブルータスという犬を飼っている。日本放送時の名称ではヴェスパシアン博士とドクター・ヴェスパシアンで2種類存在する。
ドクター・ザップ（Doctor Zap）
声 - トム・ハーヴェイ
アーヴィング・コールドウェルが発明した反重力機能を搭載のアストロヘルメットの秘密を知りたがる悪者。
スカーフ（Scarf）
声 - ?
スカーフ集団のリーダー。ブロードウェイで集団の仲間たちと一緒に現金を強奪したり、観客に笑いガスを仕込ませて高級アクセサリーを盗んで逃走したこともあったが、無事に脱出するも警官に囲まれてスパイダーマンに殴られた後に現行犯で逮捕された。
パルド伯爵（Pardo）
声 - ?
「Pardo Presents」に登場。ニューヨーク市に劇場で市民を洗脳させ、街に巨大ネコを出現させて住民たちに恐怖を浴びせていた。

### その他
スカイボーイ/ヤン・コールドウェル（Sky boy / Jan Caldwell）
声 - レン・カールソン
ドクター・ザップに連れ去られた父を探すため、アストロヘルメットを着けてスカイボーイに変身する。
アーヴィング・コールドウェル（Arwing Caldwell）
声：ポール・ソールズ
アストロヘルメットを発明した科学者、ヤンの父。ドクター・ザップに攫われているところをスパイダーマンに助けられた。
スーザン（Susan）
声 - ペグ・ディクソン
初登場回：シーズン3 第4話「Criminals in the Clouds」
ポリー（Polly）
声 - ペグ・ディクソン
シーズン3 第4話Bパート「Scourge of the Scarf」
ソーニャ（Sonya）
声 - ペグ・ディクソン
初登場回：シーズン2 第3話「Swing City」
ジャッキー（Jackie）
声 - ペグ・ディクソン
初登場回：シーズン2 第10話「Vine」
アソム（Atham）
声 - ?
「宇宙の図書館を追え」に登場。惑星ゴ―ス（富山敬版ではカマサ遊星）がインフィナータに攻撃され、スパイダーマンにゴ―ス惑星の図書館のディスクを渡した後、死亡している。
ターク（Turk）
声 - ?
キングピンの2人の手下の1人。
名前のない冥王星人（#2A）
声 - ?
氷の宇宙人、冥王星在住。故郷に帰れなくて困っているため、お友達のスマーター博士に頼んで修理してもらい、ダイヤのロケット（元々は氷山）で冥王星に帰還した。このときスパイダーマンは、スマーター博士が襲われていると勘違いしていた。
フィドラー（Fiddler）
声 - ?
フリントリッジ二世を恨むバイオリニスト。フィドラーはフリントの音楽を気に入っておらず、ソニックウェーブを備えた魔法のバイオリンでバンドグループ「スクウォーカーズ」を消滅させた。当初の制作段階ではメガネを掛けたおじいさんで描かれていたが、赤い服を着た少し若めのおじさんを正式に採用した
スロート（Sloat）
声 - クロード・レイ
「Scourge of the Scarf」に登場したブロードウェイ銀行の銀行員。
ヴァン・ミーア夫人（Mrs. Van Meer）
声 - ?
サファイアを持っているおばさんで、一番好きな高級品の中でサファイアを大事に守っていたがファキールに盗まれてしまっていた。
ナレーション（Narrator）
声 - バーナード・コワン
シーズン2から登場するナレーションで、顔は一切出さない。

## 主題歌
オープニング・エンディング『スパイダーマンのテーマ』
歌：カナダ放送協会所属の歌手12人（ビリー・ヴァンとローリー・ボウワー）
日本初上陸当初は「くも人間」という歌詞になっていたが、1980年代に入ってからは英語オリジナル版を流用している。
当初はカタカナの「スパイダーマン」が躍る場面が見られたが、1980年代の放送以降では「SPIDER-MAN」になっている。

## 各話リスト
| シーズン | シーズン | 話数           | 話数           | 放送期間      | 放送期間      |
| シーズン | シーズン | 話数           | 話数           | 初回放送      | 最終回放送    |
| -------- | -------- | -------------- | -------------- | ------------- | ------------- |
|          | 1        | 全20話（38回） | 全20話（38回） | 1967年9月9日  | 1968年1月20日 |
|          | 2        | 全19話（19回） | 全19話（19回） | 1968年9月14日 | 1969年1月18日 |
|          | 3        | 全13話（20回） | 全13話（20回） | 1970年3月22日 | 1970年6月14日 |

エピソードには原作に基づいて製作されたものが幾つかあるが、第2話Aパート（Amazing Spider-Man #6（1963年11月））、第3話（Amazing Spider-Man #13（1963年3月））、第5話Aパート（Amazing Spider-Man #20（1964年10月））と第21話を除けば全てアニメオリジナルである。なお、似た名前のエピソードがコミックにあるが、原作には直接関係がない。特にコミック版の「Vulture's Prey」（The Amazing Spider-Man (1963) #64より）では時計塔でスパイダーマンとバルチャーが戦うシーンが一切出てこない。脚本が中途半端になっている中でも、没になったエピソードがある。特にシーズン1のエピソード「Here comes Trubble」の脚本では、スパイダーマンが警官から表彰バッジをもらう話になったとき「後で貰いに行くよ！」と飛び去った後のシーンでベティとジェイムソンの会話があり、ジェイムソンが新聞ネタを決めるというセリフが書かれているが、本編では火災現場のシーンで終わっている。放送当時は来週予告も放送されていたが、第1話「The Power of Dr. Octpus / Sub-Zero for Spidey」の来週予告も存在する（ブラジル語版のみ確認）。
シーズン3では、リメイクされた回がある。オリジナルの回に出てきたキャラクターたちはリメイク回でも登場したが（軍隊はリメイク回のみ登場）。ストーリーの結末が異なる

### オリジナル版放送分
| 話数 | サブタイトル                        | 放送日         | 備考        |
| ---- | ----------------------------------- | -------------- | ----------- |
| 1    | The Power of Dr. Octopus            | 1967年 9月9日  |             |
| 1    | Sub-Zero for Spidey                 | 1967年 9月9日  | [ 注釈 4 ]  |
| 2    | Where Crawls the Lizard             | 9月16日        |             |
| 2    | Electro, the Human Lightning Bolt   | 9月16日        |             |
| 3    | The Menace of Mysterio              | 9月23日        |             |
| 4    | The Sky is Falling                  | 9月30日        |             |
| 4    | Captured by J. Jonah Jameson        | 9月30日        |             |
| 5    | Never Step on a Scorpion            | 10月7日        |             |
| 5    | Sands of Crime                      | 10月7日        |             |
| 6    | Diet of Destruction                 | 10月14日       |             |
| 6    | The Witching Hour                   | 10月14日       |             |
| 7    | Kilowatt Kaper                      | 10月21日       |             |
| 7    | The Peril of Parafino               | 10月21日       |             |
| 8    | Horn of the Rhino                   | 10月28日       |             |
| 9    | The One-Eyed Idol                   | 11月4日        |             |
| 9    | Fifth Avenue Phantom                | 11月4日        |             |
| 10   | The Revenge of Dr. Magneto          | 11月11日       |             |
| 10   | The Sinister Prime Minister         | 11月11日       |             |
| 11   | The Night of the Villains           | 11月18日       |             |
| 11   | Here Comes Trubble                  | 11月18日       |             |
| 12   | Spider-Man Meets Dr. Noah Boddy     | 11月25日       |             |
| 12   | The Fantastic Fakir                 | 11月25日       |             |
| 13   | Return of the Flying Dutchman       | 12月2日        |             |
| 13   | Farewell Performance                | 12月2日        |             |
| 14   | The Golden Rhino                    | 12月9日        |             |
| 14   | Blueprint for Crime                 | 12月9日        |             |
| 15   | The Spider and the Fly              | 12月16日       |             |
| 15   | The Slippery Dr. Von Schlick        | 12月16日       |             |
| 16   | The Vulture's Prey                  | 12月23日       |             |
| 16   | The Dark Terrors                    | 12月23日       |             |
| 17   | The Terrible Triumph of Dr. Octopus | 12月30日       |             |
| 17   | Magic Malice                        | 12月30日       |             |
| 18   | Fountain of Terror                  | 1968年 1月6日  |             |
| 18   | Fiddler on the Loose                | 1968年 1月6日  |             |
| 19   | To Catch a Spider                   | 1月13日        |             |
| 19   | Double Identity                     | 1月13日        | [ 22 ]      |
| 20   | Sting of the Scorpion               | 1月20日        |             |
| 20   | Trick or Treachery                  | 1月20日        |             |
| 21   | The Origin of Spiderman             | 1968年 9月14日 |             |
| 22   | King Pinned                         | 9月21日        |             |
| 23   | Swing City                          | 9月28日        |             |
| 24   | Criminal in the Clouds              | 10月5日        |             |
| 25   | Menace From the Bottom of the World | 10月12日       |             |
| 26   | Diamond Dust                        | 10月19日       |             |
| 27   | Spider-man Battles the Molemen      | 10月26日       |             |
| 28   | Phantom from the Depths of Time     | 11月2日        |             |
| 29   | The Evil Sorcerer                   | 11月9日        |             |
| 30   | Vine                                | 11月16日       |             |
| 31   | Pardo Presents                      | 11月23日       |             |
| 32   | Cloud City of Gold                  | 11月30日       |             |
| 33   | Neptune's Nose Cone                 | 12月7日        |             |
| 34   | Home                                | 12月14日       |             |
| 35   | Blotto                              | 12月21日       |             |
| 36   | Thunder Rumble                      | 12月28日       |             |
| 37   | Spider-man Meets Skyboy             | 1969年 1月4日  |             |
| 38   | Cold Storage                        | 1月11日        |             |
| 39   | To Cage a Spider                    | 1月18日        |             |
| 40   | The Winged Thing                    | 1970年 3月22日 | [ 注釈 5 ]  |
| 40   | Conner's Reptiles                   | 1970年 3月22日 | [ 注釈 6 ]  |
| 41   | Trouble with Snow                   | 3月29日        |             |
| 41   | Spider-Man vs. Desperado            | 3月29日        |             |
| 42   | Sky Harbor                          | 4月5日         |             |
| 42   | The Big Brainwasher                 | 4月5日         |             |
| 43   | The Vanishing Dr. Vespasian         | 4月12日        |             |
| 43   | Scourge of the Scarf                | 4月12日        |             |
| 44   | Super Swami                         | 4月19日        |             |
| 44   | The Birth of Micro-Man              | 4月19日        |             |
| 45   | Knight Must Fall                    | 4月26日        |             |
| 45   | The Devious Dr. Dumpty              | 4月26日        |             |
| 46   | Up from Nowhere                     | 5月3日         |             |
| 47   | Rollarama                           | 5月10日        | [ 注釈 7 ]  |
| 48   | Rhino                               | 5月17日        | [ 注釈 8 ]  |
| 48   | The Madness of Mysterio             | 5月17日        |             |
| 49   | Revolt in the Fifth Dimension       | 5月24日        | [ 注釈 9 ]  |
| 50   | Specialists and Slaves              | 5月31日        | [ 注釈 10 ] |
| 51   | Down to Earth                       | 6月7日         | [ 注釈 11 ] |
| 52   | Trip to Tomorrow                    | 6月14日        | [ 注釈 12 ] |

### 初代吹き替え版放送分
邦題は1976年放映分（全41話）と当時の視聴者からのレビューであるが、一部の邦題によっては原語版のエピソードと一致しない内容が殆ど。
東京12チャンネルの話数順においては、まず第1話はラルフ・バクシ制作分のエピソード「スパイダーマン誕生」を前編・後編で放送した後、残りの40回分はグラントレー制作分のみだった。
| #  | # （12CH） | # （HTB） | サブタイトル                                 | 原題                                                        | 放送日 （12CH）            | 放送日 （HTB） |
| -- | ---------- | --------- | -------------------------------------------- | ----------------------------------------------------------- | -------------------------- | -------------- |
| 1  | ?          | 26        | オクトパスマン大あばれ / ???                 | The Power of Dr. Octopus / Sub-Zero for Spidey              |                            | 1976年8月19日  |
| 2  | ?          | ?         | コナー博士の失踪 / ?                         | Where Crawls the Lizard / Electro, the Human Lightning Bolt |                            |                |
| 3  | ?          | ?         | ???                                          | The Menace of Mysterio                                      |                            |                |
| 4  | ?          | ?         | ??? / ???                                    | The Sky is Falling / Captured by J. Jonah Jameson           |                            |                |
| 5  | ?          | 24        | サソリに近づくな! / 砂から生まれたサンドマン | Never Step on a Scorpion / Sands of Crime                   |                            | 1976年8月13日  |
| 6  | ?          | 30        | 鉄を食うロボット / ???                       | Diet of Destruction / The Witching Hour                     |                            | 1976年8月26日  |
| 7  | ?          | 31        | 脱獄した電撃男 / ???                         | Kilowatt Kaper / The Peril of Parafino                      |                            | 1976年8月27日  |
| 8  | ?          | 29        | 強烈サイ男                                   | Horn of the Rhino                                           |                            | 1976年8月25日  |
| 9  | ?          | ?         | ??? / ???                                    | The One-Eyed Idol / Fifth Avenue Phantom                    |                            |                |
| 10 | ?          | ?         | ??? / ???                                    | The Revenge of Dr. Magneto / The Sinister Prime Minister    |                            |                |
| 11 | ?          | ?         | ??? / ???                                    | The Night of the Villains / Here Comes Trubble              |                            |                |
| 12 | ?          | ?         | ??? / ???                                    | Spider-Man Meets Dr. Noah Boddy / The Fantastic Fakir       |                            |                |
| 13 | ?          | ?         | ??? / ???                                    | Return of the Flying Dutchman / Farewell Performance        |                            |                |
| 14 | ?          | ?         | 黄金のサイ男 / ???                           | The Golden Rhino / Blueprint for Crime                      |                            |                |
| 15 | ?          | ?         | ハエ男たち / ???                             | The Spider and the Fly / The Slippery Dr. Von Schlick       |                            |                |
| 16 | ?          | ?         | ??? / ???                                    | The Vulture's Prey / The Dark Terrors                       |                            |                |
| 17 | ?          | ?         | 盗まれたミサイル / ???                       | The Terrible Triumph of Dr. Octopus / Magic Malice          |                            |                |
| 18 | ?          | ?         | ??? / 屋根の上の殺人バイオリン               | Fountain of Terror / Fiddler on the Loose                   |                            |                |
| 19 | ?          | ?         | スパイダーマン捕まえます / ???               | To Catch a Spider / Double Identity                         |                            |                |
| 20 | ?          | ?         | ??? / ???                                    | Sting of the Scorpion / Trick or Treachery                  |                            |                |
| 21 | 12         | 1         | スパイダーマン誕生                           | The Origin of Spiderman                                     | 1974年7月23日1974年7月24日 | 1976年7月6日   |
| 22 | ?          | 2         | キングピンを倒せ                             | King Pinned                                                 |                            | 1976年7月7日   |
| 23 | ?          | ?         | 宙に浮かんだマンハッタン                     | Swing City                                                  |                            |                |
| 24 | ?          | 3         | 黒雲にひそむもの                             | Criminal in the Clouds                                      |                            | 1976年7月8日   |
| 25 | ?          | 4         | 地底の世界                                   | Menace From the Bottom of the World                         |                            | 1976年7月9日   |
| 26 | ?          | 25        | ダイヤモンドと豪速球                         | Diamond Dust                                                |                            | 1976年8月18日  |
| 27 | ?          | 12        | 続・地底の世界                               | Spider-man Battles the Molemen                              |                            | 1976年7月23日  |
| 28 | ?          | 10        | 幻のインカ帝国                               | Phantom from the Depths of Time                             |                            | 1976年7月21日  |
| 29 | ?          | 6         | よみがえった魔王                             | The Evil Sorcerer                                           |                            | 1976年7月15日  |
| 30 | ?          | 9         | レッツゴータイムマシーン!                    | Vine                                                        |                            | 1976年7月20日  |
| 31 | ?          | ?         | ?                                            | Pardo Presents                                              |                            |                |
| 32 | ?          | 7         | 南の島に土人がいた                           | Cloud City of Gold                                          |                            | 1976年7月16日  |
| 33 | ?          | ?         | ?                                            | Neptune's Nose Cone                                         |                            |                |
| 34 | ?          | ?         | スパイダーパワーはひとりだけじゃない         | Home                                                        |                            |                |
| 35 | ?          | 5         | 五次元映画の恐怖                             | Blotto                                                      |                            | 1976年7月13日  |
| 36 | ?          | 13        | 宇宙の雷鳴                                   | Thunder Rumble                                              |                            | 1976年7月26日  |
| 37 | ?          | 15        | 強敵！スカイボーイ                           | Spider-man Meets Skyboy                                     |                            | 1976年7月28日  |
| 38 | ?          | 14        | マイナス280度                                | Cold Storage                                                |                            | 1976年7月27日  |
| 39 | ?          | ?         | ?                                            | To Cage a Spider                                            |                            |                |
| 40 | ?          | 17        | 鳥人はげたか / ???                           | The Winged Thing / Conner's Reptiles                        |                            | 1976年7月30日  |
| 41 | ?          | 21        | 雪だるまの怪 / ???                           | Trouble with Snow / Spider-Man vs. Desperado                |                            | 1976年8月5日   |
| 42 | ?          | 18        | スカイハーバー / ???                         | Sky Harbor / The Big Brainwasher                            |                            | 1976年8月2日   |
| 43 | -          | 19        | 博士を襲った異常な結末 / ブロードウェイ作戦  | The Vanishing Dr. Vespasian / Scourge of the Scarf          |                            | 1976年8月3日   |
| 44 | -          | ?         | ??? / ???                                    | Super Swami / The Birth of Micro-Man                        |                            |                |
| 45 | -          | 28        | ヨロイをつけた怪盗 / ???                     | Knight Must Fall / The Devious Dr. Dumpty                   |                            | 1976年8月23日  |
| 46 | -          | ?         | ?                                            | Up from Nowhere                                             |                            |                |
| 47 | -          | 20        | 巨大植物襲来!                                | Rollarama                                                   |                            | 1976年8月4日   |
| 48 | -          | 32        | またまた突進！サイ男 / ???                   | Rhino / The Madness of Mysterio                             |                            | 1976年8月30日  |
| 49 | -          | 27        | 宇宙の図書館を追え                           | Revolt in the Fifth Dimension                               |                            | 1976年8月20日  |
| 50 | -          | ?         | ?                                            | Specialists and Slaves                                      |                            |                |
| 51 | -          | ?         | ?                                            | Down to Earth                                               |                            |                |
| 52 | -          | ?         | 君もスパイダーマンになれる                   | Trip to Tomorrow                                            |                            |                |
| ?  | -          | 11        | 世界を破滅せよ                               | ???                                                         |                            | 1976年7月22日  |
| ?  | -          | 23        | 悪党スパイダーマン                           | ???                                                         |                            | 1976年8月11日  |
| ?  | -          | ?         | ブライトアゲン                               | ???                                                         |                            |                |
| ?  | -          | ?         | ナゾの流星襲来!                              | ???                                                         |                            |                |
| ?  | -          | ?         | 恐怖の命令光線                               | ???                                                         |                            |                |
| ?  | -          | ?         | ジェイムスン編集長ついに勝つ                 | ???                                                         |                            |                |
| ?  | -          | 22        | 真夏の吹雪                                   | ???                                                         |                            | 1976年8月6日   |
| ?  | -          | ?         | 恐怖の命令光線                               | ???                                                         |                            |                |
| ?  | -          | 8         | 怪獣ドンドロ                                 | ???                                                         |                            | 1976年7月19日  |
| ?  | -          | 16        | スパイダーマンをあばけ???                    | ???                                                         |                            | 1976年7月29日  |
| ?  | -          | ?         | ジェイムスン編集長ついに勝つ（終）           | ???                                                         |                            |                |

### 2代目吹き替え版放送分
日本では15分で放送されたが、話数順は異なる。ナレーションは、ピーター・パーカー役の田中秀幸が担当。
当時の邦題にあわせ、原題でもパート1・パート2に分ける。
| #   | #   | サブタイトル               | 原題                                       |
| --- | --- | -------------------------- | ------------------------------------------ |
| 1A  | 1   | タコハチ博士の怪           | The Power of Dr. Octopus                   |
| 1B  | 2   | 氷の怪物                   | Sub-Zero for Spidey                        |
| 6A  | 3   | 金属を食う怪物             | Diet of Destruction                        |
| 6B  | 4   | 悪魔の時間                 | The Witching Hour                          |
| 12A | 5   | 透明人間                   | Spider-Man Meets Dr. Noah Boddy            |
| 17B | 6   | 魔法との対決               | Magic Malice                               |
| 3A  | 7   | ミステリオの陰謀 前編      | The Menace of Mysterio Part 1              |
| 3B  | 8   | ミステリオの陰謀 後編      | The Menace of Mysterio Part 2              |
| 2A  | 15  | リザードマンの企み         | Where Crawls the Lizard                    |
| 2B  | 16  | 恐怖のエレクトロマン       | Electro, the Human Lightning Bolt          |
| 8A  | 17  | 怪獣ライノ 前編            | Horn of the Rhino Part 1                   |
| 8B  | 18  | 怪獣ライノ 後編            | Horn of the Rhino Part 2                   |
| 10A | 19  | ドクター・マグネットの復讐 | The Revenge of Dr. Magneto                 |
| 7A  | 21  | 電気泥棒エレクトロ         | Kilowatt Kaper                             |
| 7B  | 22  | 恐怖のロウ人形             | The Peril of Parafino                      |
| 9A  | 23  | 一つ目人形の怪             | The One-Eyed Idol                          |
| ??  | 24  | オードロの大捕物           | ???                                        |
| 4A  | ?   | 不明                       | The Sky is Falling                         |
| 4B  | ?   | 不明                       | Captured by J. Jonah Jameson               |
| 5A  | ?   | 不明                       | Never Step on a Scorpion                   |
| 5B  | ?   | 不明                       | Sands of Crime                             |
| 9B  | ?   | 不明                       | Fifth Avenue Phantom                       |
| 10B | ?   | にせ大統領                 | The Sinister Prime Minister                |
| 11A | ?   | 不明                       | The Night of the Villains                  |
| 11B | ?   | 生き返った怪獣             | Here Comes Trubble                         |
| 12B | ?   | 不明                       | The Fantastic Fakir                        |
| 13A | ?   | 不明                       | Return of the Flying Dutchman              |
| 13B | ?   | 不明                       | Farewell Performance                       |
| 14A | ?   | 不明                       | The Golden Rhino                           |
| 14B | ?   | 不明                       | Blueprint for Crime                        |
| 15A | ?   | ハエ男出現                 | The Spider and the Fly                     |
| 15B | ?   | 不明                       | The Slippery Dr. Von Schlick               |
| 16A | ?   | 不明                       | The Vulture's Prey                         |
| 16B | ?   | 影の軍団                   | The Dark Terrors                           |
| 17A | ?   | ロケット泥棒タコハチ       | The Terrible Triumph of Dr. Octopus        |
| 18A | ?   | 不明                       | Fountain of Terror                         |
| 18B | ?   | 不明                       | Fiddler on the Loose                       |
| 19A | ?   | 不明                       | To Catch a Spider                          |
| 19B | ?   | 不明                       | Double Identity                            |
| 20A | ?   | 不明                       | Sting of the Scorpion                      |
| 20B | ?   | ハエ男のワナ               | Trick or Treachery                         |
| 21A | 41? | スパイダーマンの誕生 前編  | The Origin of Spiderman Part 1             |
| 21B | 42? | スパイダーマンの誕生 後編  | The Origin of Spiderman Part 2             |
| 22A | 43? | 暴力団のたくらみ 前編      | King Pinned Part 1                         |
| 22B | 44? | 暴力団のたくらみ 後編      | King Pinned Part 2                         |
| 23A | ??  | ???                        | Swing City Part 1                          |
| 23B | ??  | ???                        | Swing City Part 2                          |
| 24A | ??  | 大空の悪党軍団 前編        | Criminal in the Clouds Part 1              |
| 24B | ??  | 大空の悪党軍団 後編        | Criminal in the Clouds Part 2              |
| 25A | ??  | 不明                       | Menace From the Bottom of the World Part 1 |
| 25B | ??  | 不明                       | Menace From the Bottom of the World Part 2 |
| 26A | ??  | 不明                       | Diamond Dust Part 1                        |
| 26B | ??  | 不明                       | Diamond Dust Part 2                        |
| 27A | ??  | モグラ族との戦い 前編      | Spider-man Battles the Molemen Part 1      |
| 27B | ??  | モグラ族との戦い 後編      | Spider-man Battles the Molemen Part 2      |
| 28A | ??  | 不明                       | Phantom from the Depths of Time Part 1     |
| 28B | ??  | 不明                       | Phantom from the Depths of Time Part 2     |
| 29A | ??  | 不明                       | The Evil Sorcerer Part 1                   |
| 29B | ??  | 不明                       | The Evil Sorcerer Part 2                   |
| 30A | ??  | 不明                       | Vine Part 1                                |
| 30B | ??  | 不明                       | Vine Part 2                                |
| 31A | ??  | 不明                       | Pardo Presents Part 1                      |
| 31B | ??  | 不明                       | Pardo Presents Part 2                      |
| 32A | ??  | 黄金の村 前編              | Cloud City of Gold Part 1                  |
| 32B | ??  | 黄金の村 後編              | Cloud City of Gold Part 2                  |
| 33A | ??  | 狐島の怪 前編              | Neptune's Nose Cone Part 1                 |
| 33B | ??  | 狐島の怪 後編              | Neptune's Nose Cone Part 2                 |
| 34A | ??  | 不明                       | Home Part 1                                |
| 34B | ??  | 不明                       | Home Part 2                                |
| 35A | ??  | 不明                       | Blotto Part 1                              |
| 35B | ??  | 不明                       | Blotto Part 2                              |
| 36A | ??  | 不明                       | Thunder Rumble Part 1                      |
| 36B | ??  | 不明                       | Thunder Rumble Part 2                      |
| 37A | ??  | 不明                       | Spider-man Meets Skyboy Part 1             |
| 37B | ??  | 不明                       | Spider-man Meets Skyboy Part 2             |
| 38A | ??  | 不明                       | Cold Storage Part 1                        |
| 38B | ??  | 不明                       | Cold Storage Part 2                        |
| 39A | ??  | 不明                       | To Cage a Spider Part 1                    |
| 39B | ??  | 不明                       | To Cage a Spider Part 2                    |
| 40A | ??  | 不明                       | The Winged Thing                           |
| 40B | ??  | 不明                       | Conner's Reptiles                          |
| 41A | ??  | 不明                       | Trouble with Snow                          |
| 41B | ??  | 不明                       | Spider-Man vs. Desperado                   |
| 42A | ??  | 不明                       | Sky Harbor                                 |
| 42B | ??  | 不明                       | The Big Brainwasher                        |
| 43A | ??  | 不明                       | The Vanishing Dr. Vespasian                |
| 43B | ??  | 不明                       | Scourge of the Scarf                       |
| 44A | ??  | 不明                       | Super Swami                                |
| 44B | ??  | 不明                       | The Birth of Micro-Man                     |
| 45A | ??  | ヨロイをつけた怪盗         | Knight Must Fall                           |
| 45B | ??  | 不明                       | The Devious Dr. Dumpty                     |
| 46A | ??  | 不明                       | Up from Nowhere Part 1                     |
| 46B | ??  | 不明                       | Up from Nowhere Part 2                     |
| 47A | ??  | 不明                       | Rollarama Part 1                           |
| 47B | ??  | 不明                       | Rollarama Part 2                           |
| 48A | ??  | 突進！怪物ライノ           | Rhino                                      |
| 48B | ??  | 不明                       | The Madness of Mysterio                    |
| 49A | ??  | 不明                       | Revolt in the Fifth Dimension Part 1       |
| 49B | ??  | 不明                       | Revolt in the Fifth Dimension Part 2       |
| 50A | ??  | 島を奪う怪人博士 前編      | Specialists and Slaves Part 1              |
| 50B | ??  | 島を奪う怪人博士 後編      | Specialists and Slaves Part 2              |
| 51A | ??  | 狐島の恐怖 前編            | Down to Earth Part 1                       |
| 51B | ??  | 狐島の恐怖 後編            | Down to Earth Part 2                       |
| 52A | ??  | ?                          | Trip to Tomorrow Part 1                    |
| 52B | ??  | ?                          | Trip to Tomorrow Part 2                    |
| ??  | ??  | 赤鬼に金棒 前編            | ???                                        |
| ??  | ??  | 赤鬼に金棒 後編            | ???                                        |
| ??  | ?   | 殺人音波                   | ???                                        |

## 放送局

### 初代吹き替え版 (1974年)
| 放送地域   | 放送局           | 放送期間                       | 放送時間                        | 備考                                    |
| ---------- | ---------------- | ------------------------------ | ------------------------------- | --------------------------------------- |
| 関東広域圏 | 東京12チャンネル | 1974年7月23日 - 8月30日        | 火曜 - 金曜 9時30分 - 9時50分   | 第24話分                                |
| 関東広域圏 | 東京12チャンネル | 1974年10月10日                 | 木曜 11時00分 - 11時15分        | 特選放送                                |
| 関東広域圏 | 東京12チャンネル | 1974年11月30日 - 1975年3月29日 | 土曜 18時00分 - 18時15分        | 第18話分（再放送を除き全42話）          |
| 関西広域圏 | 関西テレビ       | 1975年1月11日 -6月14日         | 土曜7時15分 - 7時30分           | 第23話を以って打ち切り                  |
| 北海道     | 北海道テレビ放送 | 1976年7月6日 - 8月31日         | 月曜 - 金曜 17時00分 - 17時30分 | 全40回・30分番組 エピソードタイトルあり |
| 広島県     | 中国放送         | 1970年代後半                   | 金曜 17時15分 - 18時00分        | 話数末確認 東映版とセットで放送         |

| 東京12チャンネル 火曜 - 金曜 9時30分 - 9時50分 | 東京12チャンネル 火曜 - 金曜 9時30分 - 9時50分    | 東京12チャンネル 火曜 - 金曜 9時30分 - 9時50分                           |
| 前番組                                         | 番組名                                            | 次番組                                                                   |
| ---------------------------------------------- | ------------------------------------------------- | ------------------------------------------------------------------------ |
| 映画枠                                         | スパイダーマン （1974年7月23日 - 8月30日）        | 映画枠 （1974年9月3日 - 9月30日） ↓ スタジオ9 （1974年10月 - 1975年9月） |
| 東京12チャンネル 土曜18:00 - 18:15             |                                                   |                                                                          |
| まんがファニー                                 | スパイダーマン （1974年11月30日 - 1975年3月29日） | 淀川長治の映画専科                                                       |

### 2代目吹き替え版 (1981年)
| 放送地域       | 放送局         | 放送期間                      | 放送時間                        | 備考                                                      |
| -------------- | -------------- | ----------------------------- | ------------------------------- | --------------------------------------------------------- |
| 兵庫県         | サンテレビ     | 1981年4月27日 - 11月23日      | 月曜 - 金曜 18時15分 - 18時30分 | 全104話を完全放送。                                       |
| 兵庫県         | サンテレビ     | 1987年4月6日 - 1988年2月1日   | 月曜 - 金曜 18時15分 - 18時30分 | 同上                                                      |
| 三重県         | 三重テレビ     | 1982年12月13日 - 1983年3月2日 | 月曜 - 土曜 18時15分 - 18時30分 | 第43話を以って打ち切り。                                  |
| 福井県         | 福井テレビ     | 1983年頃                      | 月曜 - 金曜 17時10分 - 17時25分 | [ 38 ]                                                    |
| 京都府         | KBS京都        | 1985年4月2日 - 8月23日        | 毎日 17時55分 - 18時10分        | [ 39 ]                                                    |
| 奈良県         | 奈良テレビ     | 1982年頃                      | 火曜 18時00分 - 18時15分        | 打ち切り回数未確認                                        |
| 千葉県         | 千葉テレビ     | 1988年2月2日 - 10月21日       | 火曜 - 土曜 18時15分 - 18時30分 | 93回分の休止、第96話で打ち切り                            |
| 埼玉県         | テレビ埼玉     | 1989年4月28日 - 1991年6月7日  | 金曜 10時30分 -10時45分         | エピソードタイトルあり。                                  |
| 岐阜県         | 岐阜放送テレビ | 1989年4月24日 - 1991年1月14日 | 月曜 18時30分 - 18時45分        | 第89話で打ち切り。                                        |
| 関東広域圏     | テレビ東京     | 1986年6月30日 - 11月20日      | 月曜 - 金曜 8時00分 - 8時15分   | 全104話を完全放送、15分番組。 テレビ東京系列4局での放送。 |
| 愛知県         | テレビ愛知     | 1986年6月30日 - 11月20日      | 月曜 - 金曜 8時00分 - 8時15分   | 全104話を完全放送、15分番組。 テレビ東京系列4局での放送。 |
| 関西広域圏     | テレビ大阪     | 1986年6月30日 - 11月20日      | 月曜 - 金曜 8時00分 - 8時15分   | 全104話を完全放送、15分番組。 テレビ東京系列4局での放送。 |
| 岡山県・香川県 | テレビせとうち | 1986年6月30日 - 11月20日      | 月曜 - 金曜 8時00分 - 8時15分   | 全104話を完全放送、15分番組。 テレビ東京系列4局での放送。 |

| テレビ東京 月曜 - 金曜 8時00分 - 8時15分 （アニメランド） | テレビ東京 月曜 - 金曜 8時00分 - 8時15分 （アニメランド） | テレビ東京 月曜 - 金曜 8時00分 - 8時15分 （アニメランド）                  |
| 前番組                                                    | 番組名                                                    | 次番組                                                                     |
| --------------------------------------------------------- | --------------------------------------------------------- | -------------------------------------------------------------------------- |
| おはようスタジオ                                          | スパイダーマン （1986年6月30日 - 11月20日）               | ゆかいなヒーロー - リッピーとハーディー、突貫カメ君、ワニのワリーの3本立て |

## ホームメディア
アメリカでは過去にVHSビデオを1980年代・1990年代・2000年代に発売したことがあり、中でも1981年のアニメ版（カナダのみ）と平成アニメ版のDVDに映像特典として収録されたこともある。2008年と2009年に、カナダのモーニングスター・エンターテインメントからDVDがリリースされているが、こちらはVHSとベータマックスからコピーされた物だった。2004年にはブエナ・ビスタ・ホーム・エンターテイメント（5年後にウォルト・ディズニー・カンパニーがマーベルを買収）から『Spider-Man: 67 Classic Collection』のタイトルでDVD-BOXがリリースされた（リージョン1のため日本での視聴には対応の再生機器やDVD-ROMドライブ用のパソコンが必要）。これは全52話の本編を完全収録しているが、CM宣伝用や次回予告のバンパーは1回分のみ収録、しかし全52話の本編はVHS及びDVDでも無修正のまま収録しているために映像と音声が同期されていない回が存在する。因みにシーズン2放送時のオープニング映像は収録されておらず、シーズン1のものが使われている。
2008年11月10日にはイギリスの販売会社『リベレーション・エンターテインメント』が最初のシーズンを収録したリージョン2のDVDをリリース。その後、同国の販売会社『ClearVision（クリアビジョン）』もリージョン2の権利を取っている。

### ネット配信
アメリカでは過去にNetflixで配信されていたが、Disney+では配信されていない。日本のディズニープラスでの配信も未定。

## スタッフ
- 原作 - スタン・リー、スティーブ・ディッコ（マーベル・コミック・マガジン）
- 製作総指揮 - ロバート・L・ローレンス
- プロデューサー - レイ・パターソン
- 監督 - グラント・シモンズ、クライド・ジェロニミ、シド・マークス
- ストーリー監督 - ジュン・パターソン
- 脚本 - ビル・ダンチ、ディック・ロビンス、アル・バーティノ、ディック・カッサリーノ、フィル・バレット
- 作曲 - レイ・エリス
- 作画担当 - ハル・アンブロ、ボブ・ベントリー、ダン・ベッシー、ジョージ・カンナータ、ハーマン・コーヘン、アイ・ハワード・エリス、ビル・ハウス、トム・マクドナルド、チック・オッターストローム、ドン・シュロート、ラルフ・ソマヴィール、リューベン・ティミンズ、ハーヴェイ・トンヴス、ケイ・ライト、ジョン・ダン
- 背景担当 - カート・パーキンズ、ディック・トーマス、ビル・バトラー、マイク・カワグチ
- レイアウト担当 - レイ・アラゴン、C・L・ハートマン、ジョー・アスタリーノ、ジョン・アーウィング、ハーブ・ハゼルトン、ジョエル・セイベル、ジム・ミュエリア、ニーノ・カーヴェ
- スーパーバイザー - ロバート・タイガー・ウェスト
- 制作マネージメント - ジーン・メイヤー
- 編集 - ハンク・ゴッツェンバーグ、ブライス・コルソ
- 映像チェック担当 - ローリー・グリーンウッド、デーブ・ホフマン
- 脚本・作画監修 - スマイリン・スタン・リー、ジャジー・ジョニー・ロミータ
- 製作 - グラントレイ・ローレンス・アニメーション、クランツ・フィルムズ、マーベル・コミック・グループ
- 著作 - ディズニー・エンタープライズ（米国）、ウォルト・ディズニー・ジャパン（日本）
- 配給 - ARPフィルムズ（1967年 - 1970年）、ニュー・ワールド・エンターテインメント（? - 1994年）、サバン・エンターテイメント（1995年）